# Syndrome d'aliénation parentale
Cet article concerne un trouble mental pédiatrique supposé. Pour le concept proposé, voyez Aliénation parentale.
Le syndrome d’aliénation parentale (abrégé en SAP) est une notion controversée, sans fondement scientifique, introduite par le psychiatre Richard A. Gardner au début des années 1980. Il fait référence à un trouble dans lequel un enfant, de manière continue, rabaisserait et insulterait un parent à la suite de la manipulation de l'autre parent. Ce syndrome apparaîtrait en raison d’une combinaison de facteurs, comprenant l’endoctrinement par l’autre parent, que ce soit de manière consciente ou de manière induite dans le cadre d'une perversion narcissique d'un des parents, et le comportement de l'enfant de dénigrement du parent ciblé. Gardner introduit ce terme dans un article publié en 1985, décrivant un ensemble de symptômes qu’il dit avoir observés dans sa propre pratique en tant que thérapeute. La vision positive que Gardner porte sur la pédophilie influe sur les solutions qu'il préconise en matière de SAP et d'accusations d'abus sexuels.

## Généralités
Richard Gardner dépeint le SAP comme étant reconnu par le système judiciaire et comme ayant établi plusieurs jurisprudences, mais l’analyse juridique des affaires actuelles indique que cette déclaration est incorrecte : la recevabilité du SAP est rejetée par une expertise et par la Cour d'appel d'Angleterre et du pays de Galles au Royaume-Uni, et le Ministère de la Justice du Canada avance des recommandations contre son usage. Le terme SAP est néanmoins utilisé dans plusieurs conflits devant les tribunaux de la famille aux États-Unis,, où il n'est pas toujours retenu en raison du manque de preuves scientifiques étayant son existence. En France, une notice sur le site du Ministère de la Justice mettant en garde contre son utilisation est publiée à la demande de Laurence Rossignol.
La théorie initiale de Gardner et les recherches qui y sont liées sont critiquées par des juristes et des spécialistes de la santé mentale pour leur manque de fiabilité et de validité scientifique,,,,. Par conséquent, le syndrome d'aliénation parentale n’est pas listé dans le Manuel diagnostique et statistique des troubles mentaux (DSM) de l'Association américaine de psychiatrie. Il est rejeté de la Classification internationale des maladies de l'Organisation mondiale de la santé et son utilisation vivement déconseillée par le Conseil de l'Europe en raison de ses effets pervers sur les femmes et sur les enfants victimes d'abus sexuels de la part de leur père.
Outre ces critiques scientifiques, le SAP fait également l'objet de nombreuses critiques féministes, dont celle de Patrizia Romito qui l'analyse comme relevant d'un phénomène de backlash visant à occulter la violence masculine.
En France, différentes associations de parents divorcés et quelques professionnels luttent pour la reconnaissance officielle du syndrome d'aliénation parentale (qu'il appellent parfois aliénation parentale, un concept apparenté, à savoir l’éloignement persistant et irraisonné d’un enfant d’un de ses parents, concept construit en réaction aux critiques faites au SAP). Une minorité de chercheurs ainsi que certaines associations militent également pour la reconnaissance de l'aliénation parentale.

## Définition du syndrome
Le syndrome d’aliénation parentale est une notion initialement introduite par le pédopsychiatre Richard A. Gardner s’appuyant sur ses expériences cliniques datant du début des années 1980. Dans un article publié en 1985, Gardner décrit ce qu'il nomme le syndrome d'aliénation parentale (SAP), défini comme un ensemble de troubles psychologiques qui seraient la conséquence chez l'enfant et l'adolescent d'une situation où un parent qualifié d'« aliénant » s'efforce par tous les moyens de l'éloigner de son autre parent (qualifié de « parent aliéné »). 
Selon Gardner, ce trouble naîtrait principalement dans le contexte d'un conflit sur la garde de l'enfant et résulterait d'une combinaison d'endoctrinements par le parent aliénant et des propres contributions de l'enfant à la diffamation du parent aliéné. L'enfant, préoccupé par l’un de ses parents, le critique, le déprécie et le dénigre d’une manière excessive et sans motifs valables. Selon Gardner, l'endoctrinement du parent aliénant serait soit délibéré et volontaire, soit inconscient et, dans ce cas, involontaire. Cependant, le parent qui exerce un contrôle sur l'enfant saurait que la situation est au détriment de l'autre adulte, mais l'accepterait puisqu'elle lui est avantageuse.
Dans cette première définition, Gardner identifie huit symptômes qui caractérisent le syndrome d'aliénation parentale, à savoir :
1. une campagne de dénigrement à l'encontre du parent ciblé[14] ;
2. des rationalisations/argumentations souvent faibles, absurdes, frivoles, changeantes, venant justifier ce dénigrement et cette haine ;
3. l’absence d’ambivalence (du moins affichée) vis-à-vis du parent ciblé ;
4. des affirmations fortes que cette décision de rejeter le parent appartient à lui (l'enfant) seul (le « phénomène du penseur indépendant ») ;
5. un soutien intentionnel, indéfectible et absolu au parent « favori » dans le conflit ;
6. l’absence de culpabilité (du moins affichée) vis-à-vis de la façon de traiter le parent aliéné ;
7. l’usage de scénarios et de phrases empruntés au parent aliénant ;
8. un dénigrement (et une rupture des liens) concernant non seulement le parent ciblé mais aussi l'ensemble de cette branche parentale et familiale[17],[18],[19].

Le SAP est, à l’origine, développé pour justifier la croissance des signalements de maltraitance d’enfant dans les années 1980,. Gardner croit au début que les parents (habituellement les mères) lancent de fausses accusations de maltraitance sur mineur et d’abus sexuel sur mineur contre l’autre parent (habituellement les pères) dans le but d’empêcher le développement de contacts entre l'enfant et le parent visé,. 
Alors que Gardner décrit initialement la mère comme étant la personne aliénante dans 90 % des cas de SAP, il déclare plus tard que les deux parents sont autant enclins à aliéner,,. Il déclare également par la suite que les accusations d’abus sexuels ne sont pas présentes dans la grande majorité des cas de SAP qu’il a rencontrés. La surreprésentation des mères, au moment des observations faites par Gardner, est ensuite critiquée comme constitutive d'un biais statistique lié au fait que les juges donnent très majoritairement la garde aux mères. Le parent le plus capable de mettre en place un SAP, ou SEP, est le parent qui s'est vu accorder la garde principale de l'enfant.

### Les propositions de Gardner
La prise en charge du syndrome d'aliénation parentale (SAP), telle que recommandée par Gardner, repose sur deux angles d'approche conjoints : un angle judiciaire et un angle psychothérapeutique. Gardner, et d’autres à sa suite, ont par ailleurs divisé le SAP en trois niveaux : léger, modéré et sévère. Le nombre et la sévérité des huit symptômes affichés croît en fonction de ces différents niveaux. Ce qui importe pour établir ce classement n'est pas l'intensité du lavage de cerveau à l'encontre du parent non gardien, mais le degré de réussite de l'endoctrinement subi par l'enfant. Pour chaque niveau de sévérité de SAP, Gardner émet des recommandations différentes en termes de prise en charge psychothérapeutique et judiciaire, avec, notamment, des recommandations différentes en ce qui concerne le droit de garde. Selon Gardner, les décisions judiciaires relatives au droit de garde et aux conditions d'exercice du droit de visite devraient découler de l'appréciation de la sévérité du syndrome d'aliénation parentale afin de préserver les droits du parent non-gardien (le plus souvent le père) et garantir un développement psychologique harmonieux des enfants.

#### Cas légers
Dans les cas légers, où l'endoctrinement du parent gardien (décrit comme parent aliénant par Gardner)  contre l'autre parent n’entraînent pas de perturbation du droit de visite, Gardner recommande de ne pas recourir au tribunal concernant le droit de visite,. Dans ces cas légers, la relation aux deux parents est décrite comme étant «forte, saine», pouvant cependant être «minimalement pathologique» avec le parent non gardien. En résumé, les enfants ne sont aliénés que de manière «relativement superficielle », se montrant « critiques et mécontents par intermittence ».
D'après Gardner, si le parent aliénant se voit confirmé son statut de parent gardien lors du jugement de divorce, il est probable que le syndrome d'aliénation parentale se dissipe par lui-même sans qu'une intervention psychothérapeutique spécifique pour le syndrome d'aliénation parentale ne soit nécessaire.
Selon Gardner, il serait dommageable pour l'enfant qu'un parent s'exprime de manière neutre à propos de son ex-conjoint, au lieu d'adopter un ton affectueux. Cependant, les parents divorcés ont le droit à la libre expression de leurs opinions — y compris défavorables — de leurs ex-conjoints.

#### Cas modérés
Dans les cas modérés, l'enfant se comporte «parfois de manière antagoniste et provocante», les moments de passage de l'enfant entre ses deux parents se passent de manière «modérément difficile» ; l'enfant se montre davantage sensible à l'endoctrinement du parent préféré : l'enfant soutient par exemple sans distance ce dernier dans le conflit parental, critique son autre parent de manière absurde ou sans fondement, il étend son rejet du parent ciblé à la famille de ce dernier». La relation au parent non gardien est cependant «forte, saine ou minimalement pathologique», tandis que la relation au parent gardien est «forte, légèrement ou modérément pathologique».
Selon Gardner, les cas de syndrome d'aliénation parentale de degré modéré sont les plus communs. Il suppose par ailleurs que ces cas sont le fruit de tentatives d'endoctrinement poussées.

##### Recommandations de solutions juridiques
Initialement, Gardner préconise pour les cas « sévères » de retirer l'enfant au parent dit aliénant qui en a la garde, et de le placer chez le parent rejeté.
En 1998, en réponse aux critiques, Gardner revoit sa position et recommande le maintien de la garde exclusive de l'enfant à la mère pour les cas modérés de SAP. Ce droit de garde est cependant soumis à des conditions drastiques : à savoir possiblement l'obligation de suivre un traitement par un thérapeute appointé par le tribunal et spécialisé en syndrome d'aliénation parentale ainsi que — dans la plupart des cas — l'obligation pour la mère de s'assurer que l'enfant se rende en visite auprès de son père sous peine de sanctions sévères. Ainsi, si la mère ne répond pas à ces obligations, Gardner recommande des sanctions financières dans un premier temps — comme la réduction du montant de la pension alimentaire perçue — puis, en cas de récidive, le travail d'intérêt général, l'assignation à résidence (y compris avec la pose d'un bracelet électronique), voire l'incarcération pure et simple pour de courtes périodes,,.
Dans le cas où l'enfant présente un syndrome d'aliénation parentale de degré modéré mais le parent aliénant un syndrome de degré sévère, Gardner recommande que le droit de garde soit transféré par le juge à l'autre parent. Il recommande également que, dans ce cas, le droit de visite exercé par le parent aliénant soit « extrêmement restreint, sous supervision si nécessaire, pour prévenir l'endoctrinement ».

##### Recommandations psychothérapeutiques
Comme mentionné plus haut, Gardner subordonne le droit de garde du parent aliénant à sa participation à une thérapie menée par un professionnel mandaté par le tribunal et spécialisé en traitement du syndrome d'aliénation parentale. Il précise que c'est dans le bureau de ce thérapeute que le parent aliénant doit amener l'enfant pour le droit de visite et que le thérapeute devra annoncer tout manquement de présentation de l'enfant aux autorités. Pour Gardner, seuls des thérapeutes spécialisés dans le traitement du syndrome d'aliénation parentale sont à même d'intervenir dans ces situations. Ces spécialistes ne doivent pas hésiter à menacer le parent non gardien de la perte du droit de garde ni s'abstenir d'exercer des pressions envers lui/elle afin qu'il adopte un comportement adéquat. Le parent aliénant et l'enfant voient le même thérapeute et ce dernier ne doit pas dénoncer d'éventuelles violences qui apparaîtraient dans ce cadre. 
Contrairement aux pratiques usuelles en matière de thérapie familiale, le thérapeute ne voit pas toute la famille mais uniquement le parent aliénant et le ou les enfants diagnostiqués comme souffrant du syndrome d'aliénation parentale. Enfin, Gardner recommande que les parents aliénants et leur enfant soient forcés de suivre un tel traitement thérapeutique, même s'ils n'en ressentent pas le besoin de ce traitement ou s'y refusent.

#### Cas sévères
Selon Gardner, les cas de syndrome d'aliénation parentale de degré sévère seraient rares, il estime leur prévalence à 5 % à 10 % des cas,. À ce stade, l'enfant présente les 8 symptômes du SAP et ce à un degré élevé. Par conséquent, l'exercice du droit de visite par le parent non gardien devient pratiquement impossible ou impossible à exercer. Malgré ces difficultés avérées, Gardner décrit la relation entre l'enfant et le parent aliéné comme « forte, saine ou minimalement pathologique ». La relation entre l'enfant et le parent aliénant serait elle « sévèrement pathologique, souvent basée sur un lien paranoïde ».
Dans les cas sévères où les enfants présentent la plupart ou l’ensemble des huit symptômes, et refusent obstinément la visite chez le parent ciblé — y compris avec des menaces de fugue ou de suicide si la visite est forcée — Gardner recommande que l’enfant soit retiré de la maison du parent aliénant puis placé dans une maison de transition avant d’aller dans la maison du parent ciblé. Une thérapie pour l’enfant est également recommandée,. Le but de la thérapie est alors de « déprogrammer » l'enfant, comme on « déprogramme » les soldats ayant été faits prisonniers de guerre et ayant subi un tel « lavage de cerveau » qu'ils en viennent à proclamer la haine de leur patrie.
En cas de syndrome d'aliénation parentale modérée à sévère, Gardner incite le parent non gardien à saisir les tribunaux afin que le transfert de l'enfant chez lui soit ordonné par le tribunal, qu'il soit défendu au parent aliénant de prendre contact avec l'enfant pendant plusieurs semaines et que des amendes soit infligées au parent aliénant,. Dans les cas jugés sévères de syndrome d'aliénation parentale, Gardner recommande également aux juges de ne pas prendre au sérieux les allégations d'abus sexuels qui surviendraient dans le cadre d'une procédure de divorce.
Selon Gardner, il faut agir rapidement en cas de syndrome sévère d'aliénation parentale car sinon le lien avec l'autre parent — le parent aliéné — serait endommagé de manière irrémédiable, voire à vie. Selon certaines études l'enfant se rapprocherait du parent aliéné lorsqu'il grandit et devient plus mature psychologiquement, exception faite des cas de maltraitance. D'autres études montrent cependant le contraire comme le rappelle Hubert Van Gijseghem (psychologue, professeur à l’université de Montréal) qui explique que : « souvent, en guise de consolation, on dit au parent aliéné : « ne vous en faites pas, en grandissant vos enfants vont voir plus clair et ils vont vous revenir ». Ceci est un mythe. L’observation longitudinale démontre que si on n’intervient pas, les enfants, s’aliènent de plus en plus du parent et, même adultes, ne chercheront plus du tout de contact avec le parent aliéné. Celui-ci est comme mort. S’il ne l’est pas en réalité, il l’est sur le plan psychologique ».

### Intérêt supérieur de l'enfant
Dans le cadre des procédures de divorce ou de séparation, les juges sont fréquemment amenés à prendre des décisions relatives à l'autorité parentale et au lieu de résidence des enfants. Les législations occidentales et européennes prévoient généralement que ces décisions doivent être prises en fonction de l'intérêt supérieur de l'enfant. Les juges sont ainsi censés évaluer les situations au cas par cas et non suivre des principes généraux. De ce fait, tant des professionnels de la santé, du droit des enfants et de la protection contre la maltraitance infantile se sont alarmés des conséquences problématiques, selon eux, des prises de position de Gardner en matière de droit de garde,,. D'autres, au contraire, ont alerté sur les conséquences dramatiques pour les enfants des cas d'aliénation parentale.

### Cas des maltraitances envers l'enfant et l'adolescent

#### Apologie de la pédophilie
Dans ses écrits, Gardner a fait l'apologie de la pédophilie. On peut ainsi lire dans True and false accusations of child sex que « la pédophilie a été considérée comme étant la norme par la vaste majorité des individus dans l'histoire du monde» et qu'il s'agit là « d'une pratique largement répandue et acceptée parmi littéralement des milliards de personne.» Selon lui - et contrairement à toute la littérature scientifique disponible à ce sujet - les abus sexuels n'auraient pas forcément des conséquences traumatisantes pour les enfants concernés, les effets dépendraient des attitudes sociales vis-à-vis de la pédophilie. Il se déclare favorable à ce que la mise à jour d'un abus sexuel ne soit pas automatiquement dénoncée aux autorités et milite pour que des fonds fédéraux soient attribués pour assister ceux qui sont accusés à tort d'abus sexuel. 
La position de Gardner relative à la pédophilie s'inscrit dans sa théorie personnelle sur la sexualité, d'après laquelle la violence sexuelle masculine dans son ensemble serait « bénéfique du point de vue reproductif » pour l'humanité dans une perspective de l'évolution. Pour Paula Caplan, « Il semble grotesque que quelqu’un qui écrit de telles choses au sujet des violences sexuelles contre les enfants puisse se servir d’un diagnostic fabriqué pour alléguer que des enfants ne sont pas victimes de violences sexuelles ». Pour Dallam, qui constate que les théories de Gardner s'appuient sur sa présomption que les rapports sexuels entre un enfant et un adulte n’ont rien de néfaste en soi, « elles doivent être interprétées dans le contexte de ses conceptions atypiques concernant la pédophilie et de ce qu’il appelle le climat d’hystérie entourant les affaires d’agressions sexuelles sur enfants ».

#### Abus sexuel ou affabulations?
Lorsque Richard Gardner conceptualise le SAP, il est convaincu que les mères ont de plus en plus recours à des fausses accusations d'abus sexuel afin de s'octroyer la garde exclusive de leur(s) enfant(s),. En particulier, il est persuadé que :
- il y aurait une épidémie d'accusations d'abus sexuels faites par les mères séparées dans le cadre de conflits autour de la garde de l'enfant ;
- la majorité des accusations d'abus sexuels émergeant dans le cadre de conflit sur la garde de l'enfant seraient infondées ;
- la majorité des fausses accusations sont le fait d'épouses vengeresses qui cherchent à refuser un droit de garde à leur ex-conjoint ;
- les parents maltraitants ou négligents en matière d'éducation se comporteraient d'une manière stéréotypée et seraient faciles à repérer[50].

Richard Gardner aurait été d'avis que les mères éprouvent davantage que les pères le besoin de se venger de leur ex-conjoint car les hommes auraient « davantage d'opportunités de trouver une nouvelle partenaire » ce qui pose la question de sa propre perception de certains aspects psychologiques. Pour Gardner, les mères transmettraient leur colère de manière consciente ou inconsciente à leur enfant, et c'est ce processus qui est à la source des accusations d'abus sexuels. Le but de ces mères serait davantage la vengeance qu'un souci authentique de protéger leur enfant. Gardner en aurait vu la preuve dans le fait qu'elles sont prêtes à dénoncer pénalement des abus sexuels, une attitude qui d'après lui découlerait du fait qu'elles « ne comprennent généralement pas le traumatisme psychologique subi par l'enfant à la suite des interrogatoires répétés par des professionnels de la santé mentale et du droit. […] Elles en veulent tellement à leur mari et sont si déterminées à se venger de lui qu'elles font l'impasse sur les effets préjudiciables des interrogatoires sur leurs enfants ».
Concernant le lien entre SAP et abus sexuels, la position de Gardner évolue avec les années et les critiques. Dans les années 1980, Gardner estime que lorsqu'un syndrome d'aliénation parentale est diagnostiqué chez l'enfant, alors l'on peut être certain que l'enfant n'a pas subi d'abus sexuel. Ainsi, le fait qu'un parent tente d'alerter sur l'existence de tels abus est selon lui un critère permettant de poser le diagnostic de SAP. Et le fait qu'un thérapeute puisse être convaincu par la mère de la réalité de telles accusations constitue pour lui la preuve irréfutable de l'existence du syndrome. Cette grille d'analyse permet d'invalider à plusieurs reprises des accusations portées par les mères. À la fin des années 1990, il affirme qu'il ne faut pas diagnostiquer de syndrome d'aliénation parentale en cas d'abus sexuel avéré. Toutefois, ce revirement partiel est difficilement applicable, puisque l'identification du SAP s'appuie sur un raisonnement circulaire : le fait de dénoncer des abus étant traité comme une indice de SAP et donc une preuve de la fausseté de l’accusation.

##### Sexual Abuse Legitimacy Scale(SALS)
En 1987, Gardner développe un outil de mesure censé discriminer entre les fausses accusations d'abus sexuels et les situations d'abus sexuels avérés. Il intitule cette échelle Sexual Abuse Legitimacy Scale (SALS),ce qu'on peut traduire en français par « Échelle de légitimité des abus sexuels ». Cette échelle est basée sur les opinions et intuitions de Gardner ; elle n'a pas été validée par de la recherche empirique. 
La SALS est censée déterminer si un enfant a été abusé ou non, plus particulièrement si l'enfant a été victime d'inceste de la part du père. L'échelle comprend 84 facteurs, relatifs à l'enfant, au père et à la mère. Certains facteurs relatifs à la mère font partie prenante de sa définition du syndrome d'aliénation parentale. Cependant, il apparaît toujours délicat de définir des critères systématiques pour mesurer la légitimité de propos tenus par des enfants.

## Réception et critiques
La validité scientifique du SAP, et donc sa recevabilité dans le témoignage d'experts, fait l'objet d'un débat constant. Il concerne l’ampleur avec laquelle le SAP est accepté par les professionnels sur le terrain et dans quelle mesure la méthodologie scientifique est vérifiable, vérifiée, et possède un taux d'erreur connu et évaluée par les pairs.

### Absence duDSM
Le SAP n'est pas inclus dans le Manuel diagnostique et statistique des troubles mentaux (DSM-IV),,,. Gardner et d'autres personnes militent pour son inclusion dans la révision du DSM-V,. En 2001, Gardner soulève le fait que lorsque le DSM-IV a été publié, il n'y avait pas suffisamment de recherches pour y inclure le SAP, mais depuis, il y a eu des articles suffisamment rigoureux pour pouvoir être pris en compte. Dans une enquête des évaluateurs de garde publiée en 2007 aux États-Unis, la moitié des réponses sont défavorables à son inclusion, tandis qu'un tiers y sont favorables. Une formulation connexe, nommée « trouble d'aliénation parentale », est proposée, suggérant que l'intégration du SAP dans le DSM-V promouvrait la recherche sur le sujet et le traitement approprié, ainsi que réduirait le mauvais usage de ce concept supposément valide et fiable. 
En décembre 2012, l'Association américaine de psychiatrie annonce que le SAP n'est pas inclus dans la révision du DSM-V faite cette année là.

## Critiques de la communauté scientifique
La communauté scientifique réfute largement les travaux de Gardner et le syndrome d'aliénation parentale est majoritairement considéré comme de la pseudo-science par cette dernière. Les critiques formulées à l'encontre de cette théorie sont de plusieurs ordres : manque de rigueur scientifique, faiblesse conceptuelle, hypothèses de bases infirmées par des études rigoureuses, non falsifiabilité. 
Le SAP tel que formulé par Gardner est critiqué pour son manque de fondement scientifique,,, et en tant qu’hypothèse dont les adeptes n'auraient pas réussi à s'acquitter de la charge de la preuve pour justifier son acceptation,,. Les premières publications sur le SAP sont auto-publiées et ne sont pas été révisées par des pairs. Bien que les articles suivants soient publiés dans des revues évaluées par les pairs, la plupart sont constitués de preuves anecdotiques sous forme d'études de cas,. En outre, dans le peu de recherches effectuées sur le SAP, sa validité et sa réfutabilité n’ont pas été suffisamment prouvées,. Le manque de recherches objectives, ainsi que de réplication, de falsifiabilité et de publication indépendante conduisent à des critiques, qualifiant le SAP de pseudo-science ou de junk science (« science poubelle »),, par ses détracteurs. Les défenseurs du SAP admettent que la validité et la fiabilité du SAP doivent être confirmées par des études contrôlées et systématiques à une plus grande échelle,,, et que l’unique étude publiée en 2004 doit être complétée, ce qui suggère que les praticiens pourraient arriver à un consensus basé sur des rapports écrits.
Le fondement de la théorie du SAP est décrit comme incomplet, simpliste et erroné du fait qu’il ignore de multiples facteurs (y compris les comportements de l'enfant, des parents et des autres membres de la famille) qui peuvent contribuer à l'aliénation parentale, au dysfonctionnement de la famille et à la rupture de l'attachement entre un parent et un enfant,,,,. Selon ses détracteurs, le SAP exagèrerait les effets néfastes de l'aliénation parentale sur les enfants,. Cependant, selon ses défenseurs, il est très difficile de déterminer le nombre de fausses allégations d'abus sexuels sur enfant. Des inquiétudes sont exprimées sur le fait que le SAP n'ait pas le soutien scientifique suffisant pour être qualifié de syndrome et que Gardner ait popularisé le SAP comme un syndrome en se basant sur une classification de comportements assez vague,.
Bien que le SAP ne soit pas accepté comme syndrome, l'aliénation parentale est une dynamique moins controversée présente dans la littérature juridique et de la santé mentale,. Depuis que Gardner a proposé le SAP, d'autres chercheurs dans le domaine ont suggéré de se concentrer moins sur le diagnostic du syndrome et plus sur la définition de « l’enfant aliéné » ainsi que sur la dynamique des situations qui ont contribué à l’aliénation,.

### Statut clinique
Le SAP a été critiqué pour rendre le travail clinique avec les enfants aliénés confus. L'analyse de Gardner a été critiquée pour l'attribution inappropriée de toute responsabilité du comportement de l'enfant à un seul parent, alors que le comportement de l'enfant est souvent le résultat d'une dynamique plus complexe, dans laquelle les deux parents et l'enfant jouent un rôle,.
Gardner a désapprouvé la critique du SAP[Laquelle ?] en la qualifiant de simpliste et affirmant que, bien qu'il existait une grande variété de causes pour lesquelles un enfant peut devenir aliéné d'un parent, dans le cas du SAP, le facteur étiologique primaire était le parent effectuant le lavage de cerveau et que dans le cas contraire, le SAP n’avait pas lieu.

## Analyses humanistes
En 2006, Patrizia Romito publie un livre sur les stratégies d'occultation de la violence masculine à partir d'études scientifiques et s'attache à démontrer que les « fausses dénonciations d’abus sexuels sur les enfants en cas de séparation » sont un mythe fabriqué, car d'une part les études montrent que très peu de plaintes sont fausses (2 à 8%), et d'autre part le taux de dénonciation est peu élevé. Elle démonte les arguments de Richard Gardner qu'elle qualifie d'« escroquerie intellectuelle », et dénonce la tendance à la psychologisation de cas individuels qui empêche tout traitement politique de la violence conjugale et contribue au déni de la violence masculine, découlant selon elle des rapports sociaux entre les sexes. Pour Romito, ce déni de la violence masculine est à mettre sur le compte du Backlash (essai) tel que décrit par Susan Faludi en 1991, à savoir une tentative de démantèlement des acquis des droits des femmes. 
Au Canada, le sociologue féministe Martin Dufresne a également critiqué le concept du SAP en s'appuyant sur de nombreuses études et publications scientifiques. Il souligne que la plupart des ouvrages de Gardner ont été publiés à compte d'auteur et ne sont donc pas le résultat d'une démarche scientifique rigoureuse. Ce fait est également attesté lors d'un procès aux États-Unis, le tribunal de l'État de New York en 2000 refuse de se baser sur le témoignage de Gardner dans l'affaire Fortin, alléguant que 42 sur 43 livres de Gardner ont été publiés par sa propre maison d'édition.
Le fait que le SAP vise principalement des mères dénonçant les abus sexuels au cours d'une procédure de séparation car ce sont elles qui en général ont la garde de des enfants, discréditant leur discours a également été critiqué,, ainsi que l'utilisation de ses théories par une mouvance dite masculiniste,, notamment par des associations comme SOS Papa et du collectif de la Grue jaune en France,,,,,, d'autant plus que Gardner, le psychiatre à l'origine du concept de SAP, s'est lui-même exprimé pour la dépénalisation de la pédophilie et de l'inceste.

## Lutte pour la reconnaissance du SAP

### Associations
En France, l'ACALPA, association réunissant des psychologues et des juristes, lutte pour sa reconnaissance officielle et la défense des enfants concernés. De nombreux psychologues décrivent des cas de syndrome d'aliénation parentale comme Jacques Biolley qui préfère employer lui le terme de « syndrome d'éviction parentale » ou « syndrome d'exclusion parentale, ou encore Marie-France Hirigoyen qui aborde rapidement le sujet dans ses deux livres Le Harcèlement moral et Abus de faiblesse et autres manipulations.
Selon Rolland Broca et Olga Odinez, Gardner n'aurait pas été  le premier à décrire l'aliénation parentale et ses effets psychologiques - le syndrome serait mentionné dans des procédures juridiques depuis le début du XIXe siècle, ainsi que dans les écrits des professionnels de la santé mentale depuis les années 1940. Selon ces auteurs, David L. Levy, qui n'avait jamais entendu parler de SAP, décrit tous les composants de ce phénomène dans son livre Maternal Oveprotection, publié en 1943.

### Propositions de loi
En France, en 2009, une première proposition de loi relative au SAP a été faite, proposant de « créer un délit d'entrave à l'exercice de l'autorité parentale » et de punir le parent jugé coupable de dégrader le lien avec l'autre parent jusqu'à un an de prison et 15 000 euros d'amende. En 2013, un député demande la reconnaissance du SAP via une question écrite à la garde des Sceaux. En 2018, un élu LREM s'adresse à propos de la reconnaissance du SAP auprès de la ministre des Solidarités et de la Santé.

## Sexisme et SAP
Le SAP a été critiqué pour son sexisme et utilisé par des groupes de pères pour marginaliser les craintes et les préoccupations légitimes concernant des violences. Des groupes de femmes se sont donc opposés à la légitimité du SAP et le considèrent comme un danger pour les enfants. Après ses premières publications, Gardner a révisé sa théorie pour rendre les pères et les mères tout aussi susceptibles d'aliéner ou être manipulateurs et nié le caractère sexiste du SAP. Gardner a indiqué plus tard qu'il croyait que les hommes étaient tout aussi susceptibles d'être aliénants.
Des études sur les enfants et les adultes étiquetés comme souffrant du SAP ont suggéré que les mères étaient plus susceptibles que les pères d'être le parent aliénant. Cependant, la surreprésentation des mères, au moment des observations faites par Gardner, a ensuite été critiquée comme constitutive d'un biais statistique lié au fait que les juges donnaient très majoritairement la garde aux mères. Le parent le plus capable de mettre en place un SAP, ou SEP, étant le parent qui s'est vu accorder la « garde principale » de l'enfant.
La formulation originale de Gardner qualifie presque exclusivement les mères comme étant le parent aliénant. Elle a été approuvée par les groupes de défense des droits des pères, car elle leur a permis d’expliquer la réticence des enfants à rendre visite à leurs pères et de jeter le blâme sur leurs ex-épouses,. En revanche, les groupes de femmes ont critiqué le SAP car il permettait aux agresseurs de prétendre que les allégations de traitement abusif par la mère ou par l'enfant n’étaient qu’un reflet d’un lavage de cerveau.

## Recours au diagnostic de syndrome d'aliénation parentale dans les tribunaux

### Amérique

#### Canada
À l’origine, les Affaires judiciaires canadiennes ont accepté des avis d'experts sur le SAP. Elles ont utilisé le terme « syndrome » et étaient d’accord avec la théorie de Gardner selon laquelle un seul des parents était entièrement responsable de l’apparition du SAP. Gardner a témoigné dans un cas (Fortin c/ Major, 1996), mais le tribunal n'a pas accepté son avis, concluant que l'enfant en question n'avait pas été aliéné. Une conclusion basée sur l'évaluation d'un expert désigné par le tribunal qui, contrairement à Gardner, avait rencontré les membres de la famille. 
Des affaires plus récentes, bien qu’acceptant le concept d'aliénation, ont mentionné l’absence du SAP dans le DSM-IV, et ont généralement évité la terminologie « syndrome », soulignant que les changements de garde sont stressants pour l'enfant et ne devraient se produire que dans les cas les plus sévères. En 2006 un rapport de recherche du Ministère de la Justice (Canada) décrit le SAP comme « empiriquement non vérifié » et a favorisé un cadre différent pour traiter des questions d'aliénation, bénéficiant de plus de soutien pour la recherche. 
Les décisions quant à une éventuelle aliénation parentale sont considérées comme appartenant à la justice et déterminées par celle-ci sur la base des faits de l’affaire, plutôt que sur un diagnostic fait par un professionnel de la santé mentale.Il est reconnu que le rejet d'un parent est une question complexe, et qu'une distinction doit être faite entre l'aliénation pathologique et l'éloignement raisonnable.

#### États-Unis
Le SAP a été cité dans le cadre du processus de détermination de la garde des enfants aux États-Unis. Sur la base de l'évaluation du SAP, les tribunaux des États-Unis ont accordé la garde exclusive à certains pères. Le SAP a été contesté en vertu du critère Frye qui a évalué sa reconnaissance par la communauté scientifique,. Gardner prétendait que le SAP était généralement admis par la communauté scientifique et a passé le test Frye dans deux états. Or, une analyse des affaires judiciaires (2006) impliquant des cas de SAP cités par Gardner a conclu que ces décisions n'ont pas fait jurisprudence, que le SAP est perçu négativement dans la plupart des études juridiques et que les écrits de Gardner ne fondent pas l'existence du SAP. Des soixante-quatre cas précédents, seules deux décisions prises dans l'État de New York par deux tribunaux de juridiction criminelle ont effectivement créé des précédents. Les deux soutenaient que le SAP était irrecevable, l’une d’entre elles a révélé que le SAP a échoué au test Frye. Étant donné que la communauté professionnelle n’avait pas fait consensus sur la question, cette décision a été confirmée dans une Cour d'appel. Gardner a listé cinquante affaires sur son site internet, où il déclarait qu’elles avaient mis en place des jurisprudences qui rendaient le SAP recevable. Cela dit, en réalité aucune ne l’a fait : quarante six n’ont pas discuté sa recevabilité et les quatre restant étaient problématiques :
- Une affaire a établi que le SAP a passé le test Frye, mais l'appel n'a pas discuté le test et a rejeté l’appellation « Syndrome d’Aliénation Parentale ». Le verdict s’est concentré sur la « volonté et la capacité de chaque parent de faciliter et d'encourager une relation proche et continue entre les parents et l'enfant ».
- Dans la seconde affaire, la cour d'appel n'a pas examiné le SAP.
- La troisième affaire a spécifiquement choisi de ne pas discuter la recevabilité du SAP.
- La quatrième affaire n'a pris aucune décision sur le SAP[6].

### Europe
Des exemples de décisions s'appuyant sur la reconnaissance du SAP apparaissent en France, Roumanie, Finlande, Espagne, Hongrie, Suisse, République tchèque, Bulgarie.
En 2019, l'ACALPA tente de faire croire que le SAP aurait été introduit dans la classification internationale des maladies, ce qui vaudrait sa reconnaissance par l'OMS, alors qu'il ne s'agit que d'une mention dans l'index. Devant les effets pervers et le risque d'utilisation de cette mention à des fins détournées, le SAP est retiré de cet index l'année suivante,. Le Conseil de l'Europe demande aux juges, avocats, travailleurs sociaux de tous les états membres de ne plus faire référence dans le cadre de leurs activités professionnelles à cette pseudo-théorie, et incite au contraire les professionnels à « considérer les accusations d’aliénation parentale portées par des pères abusifs à l’encontre des mères comme la continuation du pouvoir et du contrôle de ces derniers ».

#### France
En 2017, la ministre Laurence Rossignol demande l'inscription d'une fiche d'information sur le site du ministère de la Justice afin d'interdire l'utilisation dans le cadre judiciaire du concept de SAP. Le ministère de la Justice publie une réponse dans le JO à la suite de cette demande,: 
« une note d’information a été mise en ligne sur le site intranet de la direction des affaires civiles et du sceau du ministère de la justice pour informer les magistrats du caractère controversé et non reconnu du syndrome d’aliénation parentale, les inciter à regarder avec prudence ce moyen lorsqu’il est soulevé en défense et leur rappeler que d’autres outils sont à leur disposition en matière civile pour faire face aux situations parfois réelles d’un parent qui tenterait d’éloigner progressivement l’enfant de l’autre parent ». » 
Cette initiative est annoncée en 2017 dans la mesure 58 du 5e plan de lutte contre toutes les violences faites aux femmes qui indique que : 
« Dans les cas de violences conjugales ou de violences faites aux enfants, l’allégation du « syndrome d’aliénation parentale » soulève de réelles difficultés. Elle conduit à discréditer la parole de la mère, exceptionnellement du père ou de l’enfant, et par conséquent à en nier le statut de victime en inversant les responsabilités. »

#### Royaume-Uni
Au Royaume-Uni, concernant l'évaluation du SAP, sa recevabilité a été rejetée à la fois dans une étude d'experts et par la Cour d'appel d'Angleterre et du pays de Galles,

## Aliénation parentale
Ce concept s'est construit en réactions aux nombreuses critiques formulées à l'encontre du SAP.
De très nombreux termes ont été employés pour décrire ces phénomènes, SAP, aliénation parentale, etc. Dans tous les cas, ils décrivent le fait qu'un parent manipule son enfant de manière que l'enfant développe une vision négative de l'autre parent, voire que l'enfant se mette à refuser de voir l'autre parent. Le dénigrement systématique de l'autre parent résultant de la seule animosité à son égard est source de souffrance psychique chez l'enfant et l'adolescent. L'aliénation parentale est une forme de maltraitance psychologique. 
L'aliénation parentale est le terme le plus employé aujourd'hui[Pas dans la source],. "Certes Clawar et Rivlin et bien d'autres utilisent différents termes pour nommer le même phénomène que Gardner appelle le SAP. Et de nos jours, la plupart des auteurs se réfèrent désormais à l'« aliénation parentale » et n'utilisent pas le terme de SAP, sauf quand ils discutent le sujet dans un contexte historique"
Lors de séparations et de divorces, les enfants sont parfois victimes de véritables campagnes de manipulation visant à aliéner un enfant à son autre parent dans le but d'obtenir une autorité parentale exclusive et/ou de restreindre fortement l'exercice du droit de visite.
Bien que le SAP ne soit pas accepté comme syndrome, l'aliénation parentale est une dynamique moins controversée présente dans la littérature juridique et de la santé mentale,. Depuis que Gardner a proposé le SAP, d'autres chercheurs dans le domaine ont suggéré de se concentrer moins sur le diagnostic du syndrome et plus sur la définition de « l’enfant aliéné » ainsi que sur la dynamique des situations qui ont contribué à l’aliénation,.